# Reppina

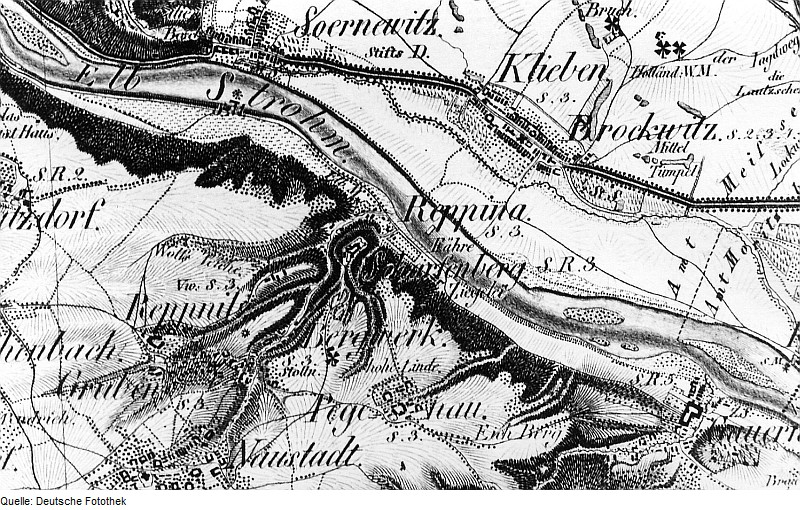
Reppina auf einer Karte aus dem 19. Jahrhundert

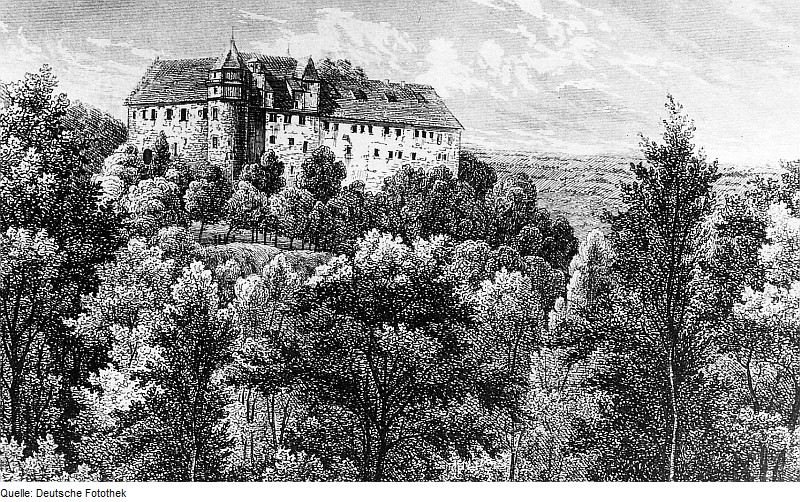
Direkt oberhalb von Reppina liegt Schloss Scharfenberg, hier auf einer Ansicht aus dem 19. Jahrhundert.

Reppina ist ein Ortsteil in der Gemeinde Klipphausen im Landkreis Meißen, Sachsen. Es liegt in der Gemarkung Pegenau, die zur Ortschaft Scharfenberg innerhalb dieser Gemeinde zählt.

## Geographie
Reppina liegt am linken Ufer der Elbe zwischen Dresden und Meißen, direkt unterhalb von Schloss Scharfenberg und gegenüber dem Coswiger Ortsteil Brockwitz. Nördlich benachbart ist mit Sörnewitz ein weiterer Coswiger Ortsteil. Westlich liegt Batzdorf, südwestlich Reppnitz, Gruben und Bergwerk, südlich Pegenau und südöstlich Gauernitz. Durch Reppina verläuft die Bundesstraße 6. Mehrere Gebäude im Ort sind als Kulturdenkmal geschützt (siehe Liste der Kulturdenkmale in Reppina).

## Geschichte
Erstmals urkundlich erwähnt wurde Reppina 1539/40 als „Repin“. Es war als regellose Häusergruppe am Elbufer der Pegenauer Flur entstanden und unterstand dem Erbamt Meißen. Die Grundherrschaft übten die Herren von Schloss Scharfenberg aus, das unmittelbar oberhalb des Ortes liegt. Seit dem 19. Jahrhundert bestand ab Reppina eine Personenfährverbindung ans andere Ufer. Im 19. Jahrhundert wurde Reppina als Teil von Pegenau der Landgemeinde Gruben angegliedert. Diese wurde 1920 in Scharfenberg umbenannt und gehört seit dem 1. Januar 1999 zu Klipphausen.

### Einwohnerentwicklung
| Jahr | Einwohner                   |
| ---- | --------------------------- |
| 1551 | 3 besessene Mann, 1 Häusler |
| 1764 | 2 Gärtner, 10 Häusler       |
| 1834 | 137                         |
| 1871 | 145                         |
| 1890 | 165                         |
| 1910 | siehe Scharfenberg          |